# Droga da stupro
Una droga da stupro è un tipo di sostanza psicoattiva che può essere utilizzata allo scopo di perpetrare violenza sessuale. Le sostanze utilizzate per facilitare lo stupro possono avere effetti sedativi, ipnotici, dissociativi e/o causare l'amnesia e possiedono la caratteristica di poter essere somministrate alla vittima, insieme a cibi o bevande, senza che questa se ne renda conto. Nei paesi anglosassoni l'atto di aggiungere tali sostanze alle bevande è noto come drink spiking ed è considerato reato, anche se non seguito da un'aggressione o altro tipo di violenza.

## Tipi di sostanze
Le più comuni droghe da stupro sono il gamma-idrossibutirrato (GHB), il gamma-butirrolattone (GBL), l'MDMA e taluni tipi di benzodiazepine tra cui in particolare il flunitrazepam, comunemente noto come Rohypnol. Taluni studi di provenienza statunitense classificano anche l'alcol come una droga da stupro.

### Alcol
L'alcol può essere considerato la droga da stupro di uso più comune, essendo facilmente reperibile e legale. Molti aggressori utilizzano l'alcol, perché le loro vittime spesso e volentieri accettano di assumerlo e possono essere incoraggiate a berne abbastanza da perdere le inibizioni o la coscienza. Anche se la vittima sotto l'effetto dell'alcol accetta di avere un rapporto sessuale, l'atto, secondo la giurisdizione di alcuni paesi, potrebbe essere considerato stupro, proprio perché il giudizio della vittima potrebbe essere stato compromesso o venuto meno a causa della sostanza assunta. Le cronache riportano notizie di alcuni aggressori, talvolta dei minori, che hanno commesso stupri "di comodo", aggredendo la vittima dopo che la stessa aveva bevuto, più o meno consapevolmente, una quantità eccessiva di alcol. Uno studio condotto nel Regno Unito ha evidenziato che solo il 2% di un gruppo di 1.014 vittime di stupro avevano bevuto delle bevande a cui era stato addizionato un sedativo o altro tipo di droga. Un altro studio britannico eseguito su 75 pazienti, in prevalenza donne, che pensavano che le loro bevande fossero state alterate in un pub o in una discoteca, ha evidenziato che in realtà in nessun caso vi era stata un'alterazione della bevanda con una "droga da stupro". Con questi risultati concorda anche uno studio australiano del 2009: su 97 pazienti, ricoverati in ospedale, che sostenevano di aver avuto la loro bevanda alterata da una droga d'abuso, nemmeno uno in realtà era stato drogato.

### Benzodiazepine
Le benzodiazepine sono farmaci comunemente usati per curare l'ansia, gli attacchi di panico, l'insonnia e altre condizioni. Alcune benzodiazepine utilizzate per trattare l'insonnia possiedono anche potenti proprietà sedative e amnesiche.
Secondo i dati della Drug Enforcement Agency degli Stati Uniti d'America lo zolpidem (In Italia venduto con il nome commerciale di Stilnox) è rapidamente divenuto la principale droga da stupro fra le sostanze sedative.  Con più di 250 000 prescrizioni rilasciate nel corso dell'ultimo anno negli USA, lo zolpidem si è dimostrato più facilmente accessibile agli aggressori rispetto al Rohypnol o altri sedativi. Secondo questi dati sembra che gli effetti dello zolpidem, se mescolato con l'alcol, possano effettivamente favorire eventuali aggressori che intendono perpetrare violenza sessuale. Dato che lo zolpidem è sostanzialmente privo di gusto può essere facilmente aggiunto a ogni bevanda.
Anche se il flunitrazepam (Rohypnol) è spesso citato come una droga da stupro a causa della sua potenza, dei forti effetti e della capacità di causare una marcata amnesia durante la sua durata d'azione, studi effettuati sul suo possibile uso come droga da stupro hanno contraddetto questa popolare convinzione. Secondo una ricerca condotta negli USA i risultati dei test hanno indicato che il flunitrazepam è stato utilizzato solo in una percentuale variabile dallo 0,33% all'1% degli stupri. Tra le benzodiazepine il midazolam e il temazepam sono state le benzodiazepine più comunemente utilizzate per lo scopo.
Le benzodiazepine possono essere rilevate nelle urine attraverso l'uso di normali test basati su strisce reattive. In Italia questi test sono venduti in farmacia e pertanto possono essere eseguiti a casa. Il test di solito deve essere eseguito entro 12-72 ore, a seconda di quale farmaco si cerca. In ogni caso, prima viene eseguito il test e maggiore è la possibilità di avere un riscontro positivo nella ricerca della sostanza.

### GHB
Il gamma-idrossibutirrato (GHB) ha effetti molto simili a quelli dell'alcol. In Italia infatti questa sostanza (con il nome commerciale di Alcover) è stata approvata per l'utilizzo nella terapia dell'alcolismo. Il GHB è stato anche utilizzato per trattare la depressione clinica e l'insonnia.
Secondo la Drug Enforcement Administration degli USA: "Le vittime potrebbero non essere consapevoli del fatto che hanno ingerito un farmaco. Il GHB e i suoi analoghi chimici sono invisibili quando sono disciolti in acqua, e sono inodori. Si caratterizzano per un gusto lievemente salato, ma sono indistinguibili una volta disciolte in bevande come soft drink, distillati, liquori o birra".

### GBL
Il gamma-butirrolattone (GBL) è un liquido igroscopico incolore e miscibile con acqua che viene utilizzato principalmente come intermedio nella produzione di altri prodotti chimici. Come il GHB è usato come sostanza psicoattiva (provoca euforia) ma se assunto in quantità maggiore porta a effetti di incoscienza simili a quelli delle altre droghe da stupro citate.

### Ketamina
La ketamina è un farmaco anestetico per uso veterinario e umano. A dosi inferiori a quelle anestetiche causa forti dissociazioni psichiche e altera la percezione della realtà. Per questo motivo ha trovato largo uso come sostanza stupefacente. Viene usata in genere in cerchie ristrette, come nel caso di festicciole e ritrovi di gruppo. In questi contesti essendo una polvere bianca, formata di granuli cristallini, insapore e inodore, può essere facilmente miscelata alle bevande.

## Rischi associati alle sostanze
La depressione respiratoria, il coma e la morte sono possibilità imprevedibili quando si assume inconsapevolmente una droga da stupro, specialmente in dosi elevate o in combinazione con l'alcol. Molti fattori possono essere del tutto imprevedibili ed esporre a grandi rischi. Ad esempio il soggetto potrebbe avere un'allergia sconosciuta alla sostanza. Oppure potrebbe prendere un qualche medicinale con possibili interazioni o reazioni pericolose con le droghe da stupro. Inoltre i soggetti hanno un'ampia variabilità nella capacità di metabolizzazione dei farmaci, il che determina una risposta imprevedibilmente amplificata al farmaco stesso.
Alti dosaggi di GHB possono causare nausea, malessere generale, capogiro, sonnolenza, disturbi della vista, respiro affannoso e amnesia. Per dosaggi estremamente elevati si possono verificare convulsioni, perdita della coscienza, coma e infine morte. Questi effetti, come già sottolineato, si diversificano da persona a persona e sono dose-dipendenti.
Ogni indagine sul sospetto utilizzo di droghe da stupro deve comportare un test immediato delle urine e analisi del sangue. Il procrastinare tali indagini potrebbe causare dei falsi negativi perché questi farmaci sono rapidamente metabolizzati ed eliminati dall'organismo.

## Problematiche legali
La definizione giuridica di violenza sessuale è variabile da paese a paese. Negli Stati Uniti questo concetto si estende anche alla mancanza di consenso quando la vittima non è in grado di dire "no" al rapporto, se l'effetto è dovuto alla somministrazione di psicofarmaci o semplicemente al consumo di alcol.
In Italia l'art. 609-bis del codice penale recita:
1. abusando delle condizioni di inferiorità fisica o psichica della persona offesa al momento del fatto;
2. traendo in inganno la persona offesa per essersi il colpevole sostituito ad altra persona.

Nei casi di minore gravità la pena è diminuita in misura non eccedente i due terzi.»
La somministrazione di farmaci può costituire il reato di esercizio abusivo della professione medica.

## Nei media
Nel film Una notte da leoni il rufilin ha un ruolo pressoché centrale, essendo la droga che i protagonisti involontariamente assumono durante l'addio al celibato a Las Vegas.